# Alfred Schär (Lehrer)
Alfred Conrad Friedrich Schär (* 5. August 1887 in Hamburg; † 13. Juli 1937 ebenda) war ein deutscher Lehrer und Widerstandskämpfer gegen den Nationalsozialismus.

## Leben und Wirken
Alfred Schär war der Sohn eines Schneidermeisters. Er besuchte das Seminar für Volksschullehrer und hospitierte währenddessen an der Schule der Taubstummenanstalt in Hamburg. Im Jahr 1908 erhielt er dort eine Stelle als Hilfslehrer. Die Prüfung als Lehrer für Taubstumme bestand er 1912. Am 1. Oktober desselben Jahres wurde er mit 18 Jahren verbeamtet und erhielt eine feste Lehrstelle an der Schule für Gehörlose. Schär bevorzugte, wie seinerzeit üblich, die Lautsprachmethode, die auf Gebärdensprache verzichtete. Begleitend zum Unterricht arbeitete er ab 1913 am Phonetischen Laboratorium von Giulio Panconcelli-Calzia. Schär forschte zur Sprechweise von Gehörlosen und entwickelte Apparate, die zur Sprechforschung genutzt werden sollten. Während des Ersten Weltkriegs leistete er Kriegsdienst und bestand nach Kriegsende im Jahr 1919 die Kriegsreifeprüfung. Nach der Immatrikulation an der Universität Hamburg im November 1919 führte Schär die Forschungen am Phonetischen Laboratorium fort. Ab 1921 arbeitete er als Assistent von Panconcelli-Calzia und verfolgte das Ziel, neue Methoden für den schulischen Artikulationsunterricht zu entwickeln. Bis 1925 musste Schär nicht unterrichten, da er von der Lehrtätigkeit freigestellt war.

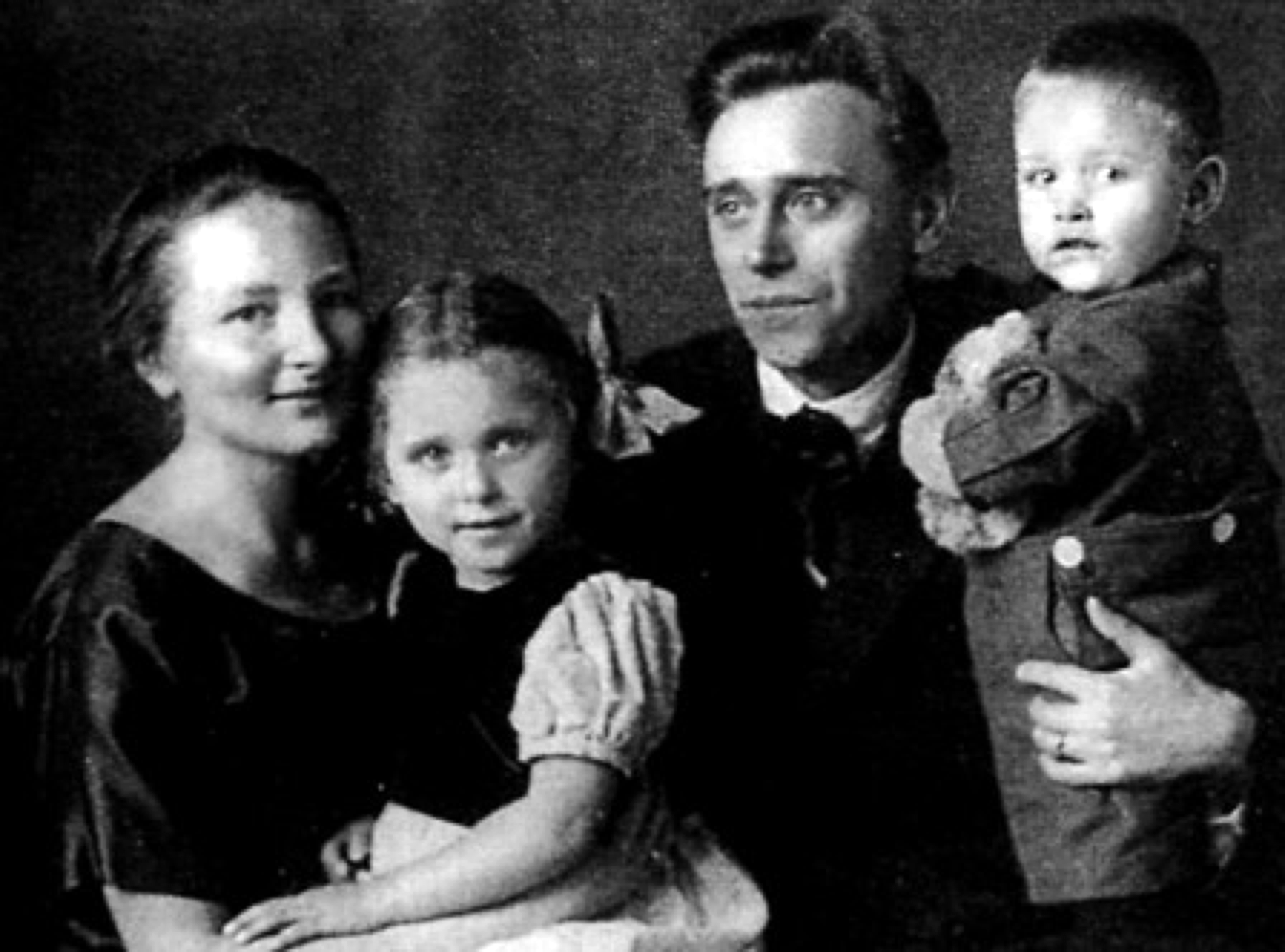
Alfred Schär mit seiner Ehefrau Antonie und seinen Kindern Erika und Dieter, um 1923.

Schär war seit 1929/30 Mitglied der SPD und engagierte sich in der Gemeindeversammlung in Volksdorf. Aus diesem Grund vermuteten die Nationalsozialisten ab 1933, Schär verfolge „kommunistische Umtriebe“. Da sich Schär negativ über die NSDAP geäußert hatte und Nachbarn ihn anzeigten, durchsuchte die NSDAP im August 1934 erstmals sein Haus. Schärs Ehefrau arbeitete an einer privaten Vorschule in der Hamburger Heilwigstraße, die die Jüdin Cläre Lehmann leitete. Zudem wohnten seit 1934 jüdische Kinder bei Schärs Familie. Beide Tatsachen führten zu Meldungen durch mehrere NSDAP-Mitglieder, die Schär eine „staatsfeindliche“ Haltung unterstellten. Die Nachbarn in Volksdorf organisierten daraufhin eine öffentliche Kundgebung zum Thema „Der Jude als Feind der Volksgesellschaft“, während der Schär stark kritisiert wurde. Die Landesunterrichtsbehörde lud ihn vor und gab ihm die Anweisung, nicht erneut „auffällig“ zu werden und drohte bei Zuwiderhandlung Konsequenzen an.
Schär galt als wirtschaftspolitisch interessiert, beschäftigte sich mit Theorien zur sozialen Marktwirtschaft und hatte 1920 der Bodenreformbewegung angehört. Die Bodenreform der Siedlung Buchenkamp in Volksdorf ging auf ihn zurück. Über diese Tätigkeiten wurde er im Jahr 1933 Mitglied des Internationalen Sozialistischen Kampfbunds (ISK), der seit 1933 als illegal angesehen wurde. Schär übernahm die Leitung einer Arbeitsgruppe, der Mitglieder und Freunde des ISK angehörte. Die Gruppe beschäftigte sich mit wirtschaftspolitischen Themen und traf sich nach dem Verbot des ISK monatlich. Von Ende 1933 bis Ende 1936 erfolgten Voruntersuchungen gegen Mitglieder des ISK für einen Prozess am Hanseatischen Oberlandesgericht, darunter auch gegen „ISK-Funktionär“ Schär.

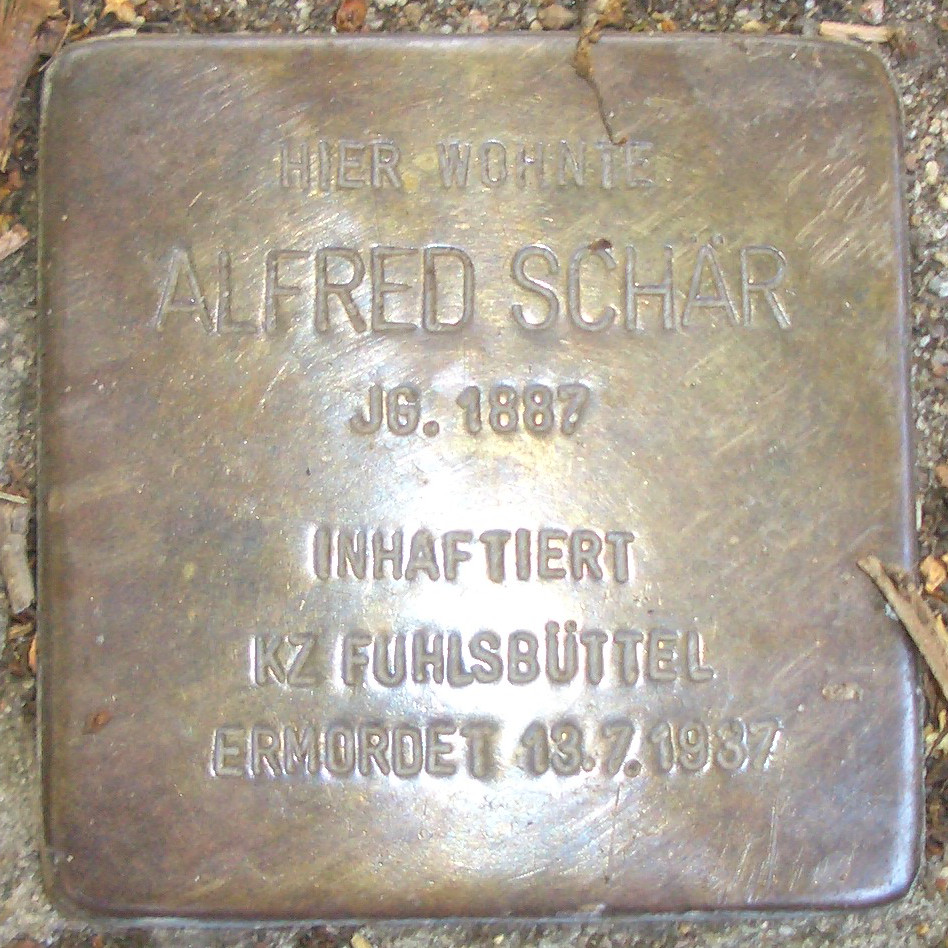
Stolperstein Wulfsdorfer Weg 79, Hamburg-Volksdorf

Schär unterrichtete währenddessen weiterhin an der Gehörlosenschule und verstieß nicht gegen die Auflagen der Landesschulbehörde. Das Erbgesundheitsgericht zog ihn als Dolmetscher bei Prozessen gegen Gehörlose hinzu. Verhandelt wurde gegen gehörlose Personen, die im Sinne des Gesetzes zur Verhütung erbkranken Nachwuchses als „erbkrank“ angesehen und daher zumeist zwangssterilisiert wurden. Schär gehörte dem „Arbeitskreis der Lehrer an den Schulen für Gehör- und Sprachgeschädigte“ an und beteiligte sich im Jahr 1935 an einer neuen Prüfungsordnung für Taubstummen-, Schwerhörigen- und Sprachheillehrer. Ohne Vorwarnung lud ihn die Gestapo zu einer Vernehmung, die am 11. Februar 1937 stattfand. Schär wurde inhaftiert und aufgrund des Verdachts auf „Beihilfe zum Hochverrat“ einen Tag später in das Polizeigefängnis Fuhlsbüttel verlegt. Die Verhaftung erfolgte im Rahmen einer reichsweit durchgeführten Aktion, die im Herbst 1937 die illegale Arbeit des ISK beendete.
Alfred Schär starb einen Tag nach der Verlegung in das Konzentrationslager. Laut Aussagen der Gestapo handelte es sich um Selbstmord durch Erhängung.

## Würdigung
Im Jahr 1964 wurde eine Straße in Hamburg-Lohbrügge nach Alfred Schär benannt, in Hamburg-Volksdorf erinnert ein Stolperstein an ihn.